# Fritz Kronenberg
Fritz Kronenberg (n. 13 februarie 1901, Köln – d. 4 aprilie 1960, Hamburg) a fost un pictor german din grupa secesiunii din Hamburg, formată din 55 de membri, constând din pictori, arhitecți și literați care căutau perfecționarea artei.